# الخدمة السرية (الولايات المتحدة)
الخدمة السرية (الولايات المتحدة) (بالإنجليزية: United States Secret Service)‏. هي وكالة حكومية تابعة لوزارة الأمن الداخلي للولايات المتحدة (حتى إلى مارس 2003، أصبحت تتبع خزينة الولايات المتحدة) لها مهمتان منفصلتان وبينهما فرقا واسعا:
1. مكافحة تزوير العملات والاحتيال المتعلق بالأموال؛
2. حماية رئيس الولايات المتحدة، نائب الرئيس، وأسرهم، بعض الشخصيات (مثل مرشحي الرئاسة أو منصب نائب الرئيس والرؤساء السابقين، بعض المسؤولين، وكبار الشخصيات الأجنبية التي تزور الولايات المتحدة) ومساكنهم الرسمية، مثل البيت الأبيض.

مهام الخدمة السرية، حين تأسست، كان تقتصر على التحقيق ومكافحة التزوير، وهي مشكلة كبرى في نهاية الحرب الأهلية. الوكالة في مابعد تطورت إلى أول وكالة استعلامات داخلية للولايات المتحدة وأول وكالة ضد التجسس مع وكلاء يعملون بسرية تحث غطائها وبالتالي اسمها.
عدة مهام الوكالة بعد ذلك تولتها وكالات أخرى أنشئت فيما بعد مثل مكتب التحقيقات الفدرالي (FBI)، مكتب الكحول والتبغ والأسلحة النارية والمتفجرات (ATF)، تطبيق الهجرة والجمارك (ICE)، ودائرة الإيرادات الداخلية (IRS).
مهمتها في حماية رئيس الولايات المتحدة قد كلفه به الكونغرس الأمريكي بعد اغتيال ويليام ماكينلي في عام 1901.

## المهام
لقد كلف الكونجرس جهاز الخدمة السرية بمهمتين أمنيتين وطنيتين متميزتين: حماية قادة الأمة وحماية البنية التحتية المالية والحيوية للولايات المتحدة.

### مهمة الحماية
جهاز الخدمة السرية مكلف بضمان سلامة رئيس الولايات المتحدة ونائب رئيس الولايات المتحدة والرئيس المنتخب للولايات المتحدة ونائب رئيس الولايات المتحدة وعائلاتهم المباشرة؛ والرؤساء السابقين وزوجاتهم وأطفالهم الذين تقل أعمارهم عن 16 عام؛ وأولئك الذين في خط الخلافة الرئاسية والمرشحين الرئيسيين للرئاسة ونائب الرئيس وزوجاتهم؛ ورؤساء الدول والحكومات الأجانب الزائرين. ووفقًا للعرف، فإنه يوفر أيضًا الحماية لوزير الخزانة ووزير الأمن الداخلي، بالإضافة إلى أشخاص آخرين وفقًا لتوجيهات الرئيس (عادةً رئيس موظفي البيت الأبيض ومستشار الأمن القومي، من بين آخرين). أخبرت مديرة جهاز الخدمة السرية السابقة كيمبرلي تشيتل لجنة الرقابة بالكونجرس أنه اعتبارًا من 22 يوليو 2024، بلغ إجمالي عدد المحميين في جهاز الخدمة السرية 36 شخص. وبموجب القانون الفيدرالي، لا يجوز للرئيس ونائب الرئيس رفض هذه الحماية. كما يوفر جهاز الخدمة السرية الأمن المادي لمجمع البيت الأبيض؛ ومبنى وزارة الخزانة المجاور؛ مقر إقامة نائب الرئيس؛ والمساكن الخاصة الرئيسية للرئيس ونائب الرئيس والرؤساء السابقين؛ وجميع البعثات الدبلوماسية الأجنبية في واشنطن العاصمة. تشمل مهمة الحماية عملياتٍ أمنيةً لتنسيق القوى العاملة والخدمات اللوجستية مع أجهزة إنفاذ القانون على مستوى الولايات والمستوى المحلي في الولايات المتحدة، وعملياتٍ وقائيةٍ متقدمةً لإجراء تقييماتٍ للمواقع وأماكن الفعاليات للمشمولين بالحماية، وجمع معلوماتٍ استخباراتية وقائية للتحقيق في جميع أنواع التهديدات الموجهة ضدهم. جهاز الخدمة السرية هو الجهاز الرئيسي المسؤول عن تخطيط وتنسيق وتنفيذ العمليات الأمنية للفعاليات المُصنفة كفعاليات أمنية وطنية خاصة [الإنجليزية] (NSSE). وكجزءٍ من مهمة الجهاز المتمثلة في منع وقوع أي حادث قبل وقوعه، يعتمد الجهاز على العمل المسبق وتقييمات التهديدات التي يُعدّها قسم الاستخبارات التابع له لتحديد المخاطر المحتملة على المشمولين بالحماية.

## معرض صور

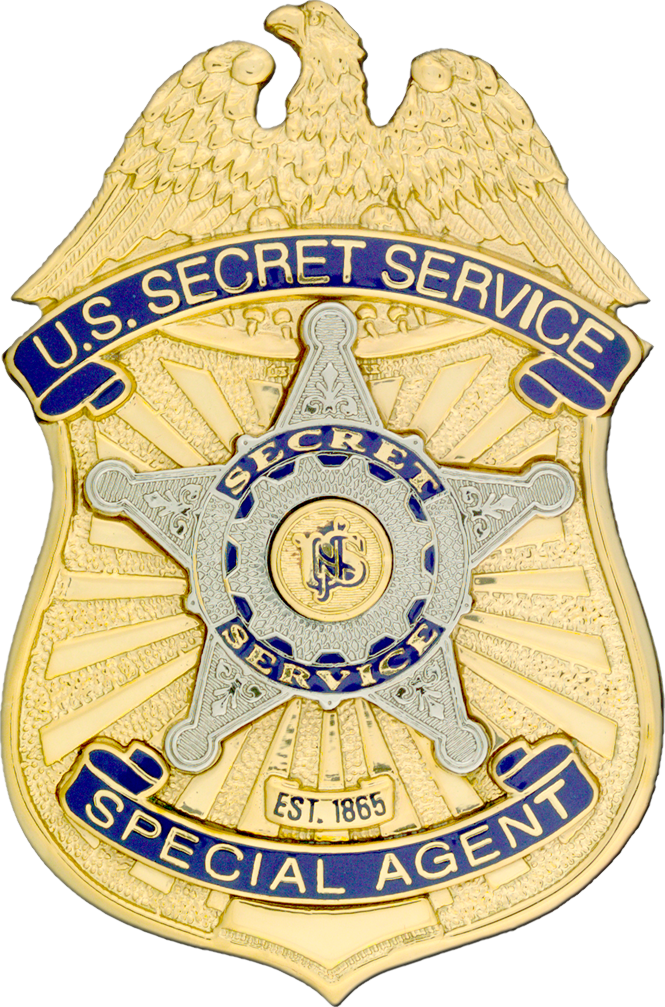
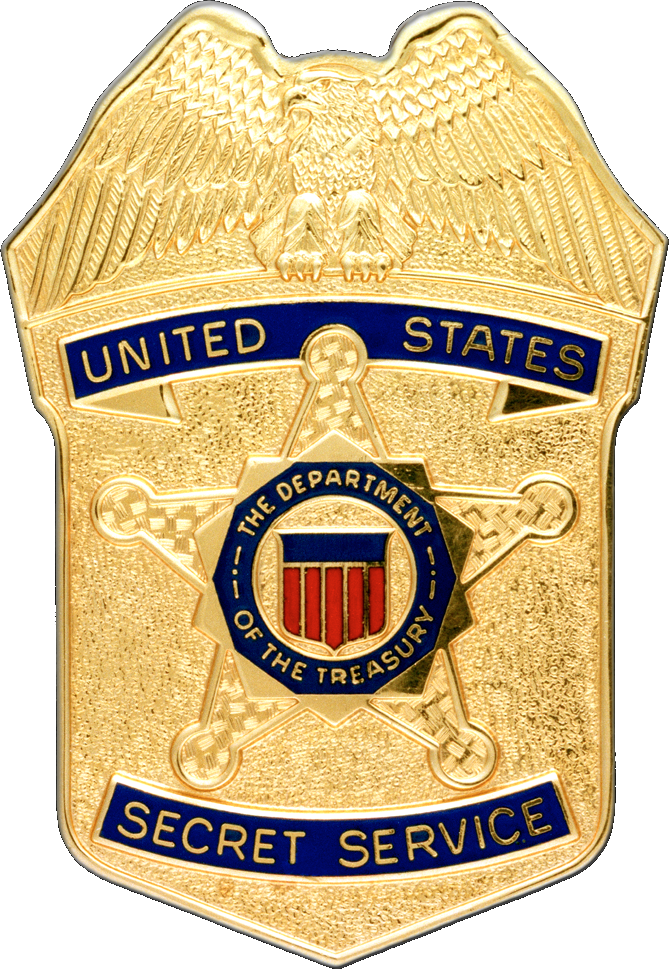
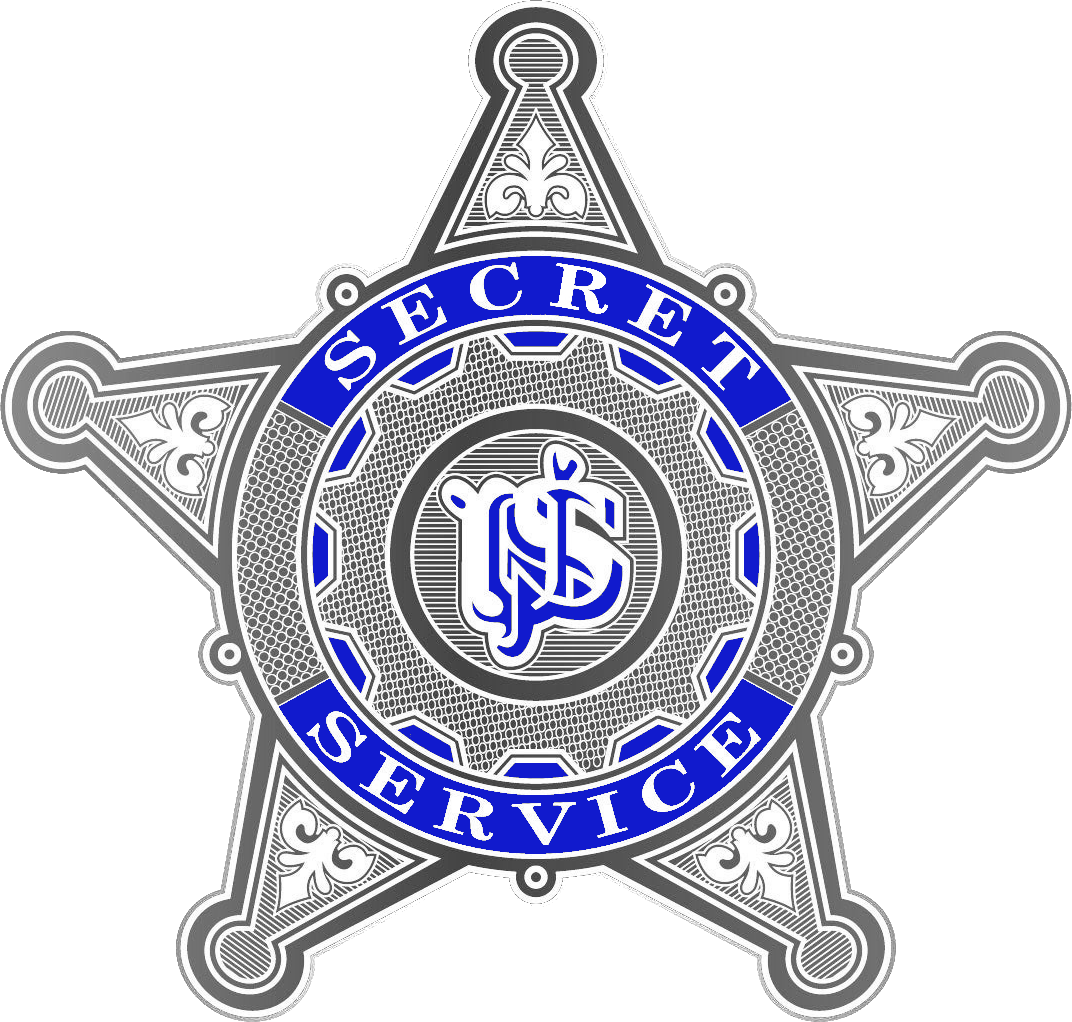
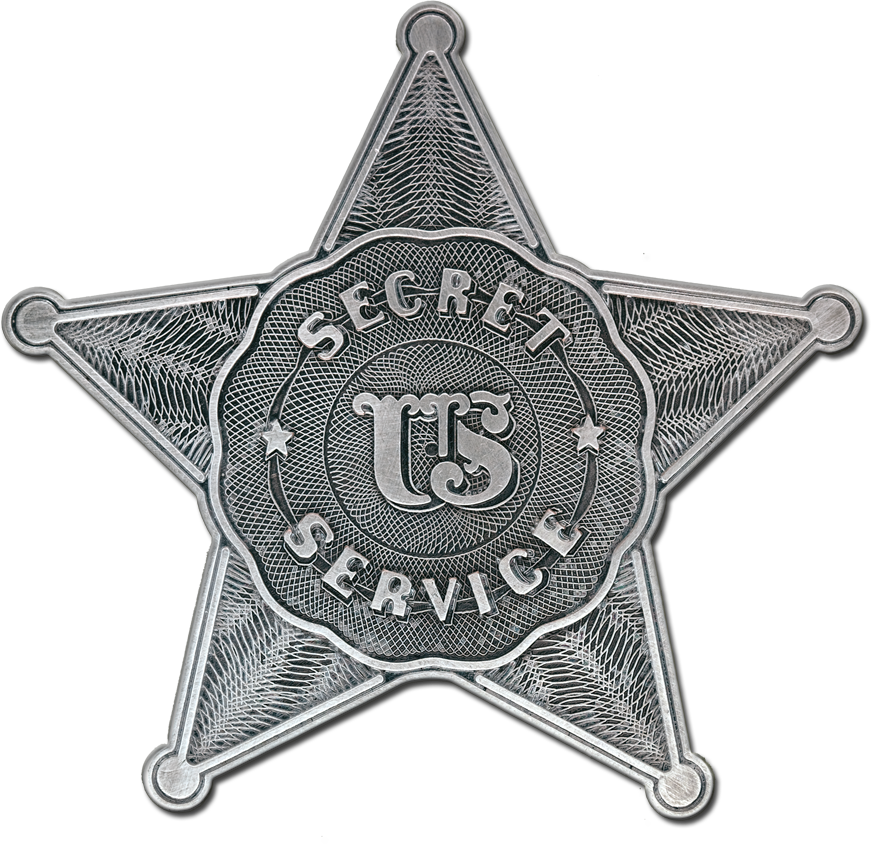

## المدراء
1. ويليام ب وود (1865 - 1869)
2. هيرمان س. ويتلي (1869 - 1874)
3. إلمر واشبورن (1874 - 1876)
4. جيمس بروكس (1876 - 1888)
5. جون س. بيل (1888 - 1890)
6. أ.ل. دروموند (1891 - 1894)
7. ويليام ب. هازن (1894 - 1898)
8. جون أ. ويلكي (1898 - 1911)
9. ويليام ج. فلين (1912 - 1917)
10. ويليام ه. موران (1917 - 1936)
11. فرانك ج. ويلسون (1937 - 1946)
12. جيمس ج. مالوني (1946 - 1948)
13. إ.أ. بومان (1948 - 1961)
14. جيمس رولي (1961 - 1973)
15. ش. ستيوارت كنيت (1973 - 1981)
16. جون ر. سيمبسون (1981 - 1992)
17. جون و. ماغاو (1992 - 1993)
18. إلجاي ب. بورون (1993 - 1997)
19. لويس س. ميرليتي (1997 - 1999)
20. بريان ل. ستافورد (1999 - 2003)
21. و. رالف باشام (2003 - 2006)
22. مارك سوليفان (2006-2013).
23. جوليا بيرسون (2013-2014).
24. جوزيف كلانسي (2014-2017).